# 東燁
東燁，前筆名穹風，於2013年底正式改為現名。台灣南投縣埔里鎮人，台灣網路小說作家與高中國文教師。高工時原修讀電機科，後轉考一般大學，並畢業於靜宜大學中文系及中國科技大學視覺傳達設計研究所。曾於靜宜大學對面（臺中市沙鹿區）經營過一家名為「月光咖啡館」的酒吧。現於大溪公車站對面三樓又開了一間也名為「月光咖啡館」的酒吧。曾受名網路小說作家藤井樹所推薦，作風低調，代表作有《大度山之戀》、《FZR女孩》等。有自己的樂團「穹風樂團」，並於2010年3月發行首張專輯。

## 作品

### 出版小說

#### 穹風時期
- 《大度山之戀》（商周，2003/06/07） ── 實事改編，為東燁本人的愛情故事
- 《聽風在唱歌》（商周，2003/09/09）
- 《Say Forever》（商周，2004/03/07）
- 《不是你的天使》（商周，2004/10/05）
- 《圈圈叉叉》（商周，2005/01/31）
- 《Because of You》（商周，2005/03/24） ── 《圈圈叉叉》的續集
- 《下個春天來臨前》（商周，2006/02/03）
- 《約定》（商周，2006/08/27）
- 《紀念》（商周，2007/06/03）
- 《告別 月光》（商周，2007/11/09） ── 《紀念》的延伸
- 《FZR女孩 (新版)》（商周，2008/01/27）
- 《花的姿態》（商周，2008/06/06）
- 《告別的年代》（商周，2008/12/15）
- 《左掌心的思念》（商周，2009/02/27） ── 青春光年三部曲之一
- 《雨停了就不哭》（商周，2009/07/03） ── 青春光年三部曲之二
- 《7點47分，天台上》（商周，2009/11/01） ── 青春光年三部曲之三
- 《在風裡，說喜歡妳》（明日工作室，2010/01/27） ── 收錄〈在風裡、說喜歡妳〉、〈你滿十八歲了嗎？〉兩作
- 《晴天的彩虹》（商周，2010/01/29）
- 《那年我心中最美的旋律》（商周，2010/07/02）
- 《幸福の一日間》（商周，2010/10/31）
- 《木樨の心》（商周，2011/03/06）──《幸福の一日間》的續集、延伸
- 《日光旋律》（商周，2011/06/05）──《那年我心中最美的旋律》的延伸
- 《寂寞金魚的1976》（商周，2011/10/04）
- 《想想》（明日工作室，2011/11/18）
- 《最好的時光》（商周，2012/03/05）
- 《微光角落》（商周，2012/07/01）
- 《狗骨頭女孩》（商周，2012/11/01）
- 《暖夏》（商周，2013/03/07）
- 《後初恋的道别》（商周，2013/06/28）

#### 東燁時期
- 《小情歌》（商周，2013/11/02）
- 《獨白》（商周，2014/03/04）
- 《記得愛》（城邦原創，2014/05/29）
- 《神曲》（聯經，2014/06/06）
- 《在幸福的盡頭還有》（商周，2014/07/31）
- 《寫一封信給妳》（商周，2014/11/04）
- 《凝望浮光的季節：冬雨》（商周，2015/03/05）
- 《凝望浮光的季節：春雪》（商周，2015/07/04）
- 《棉花糖童話》（商周，2015/12/05）
- 《屬於我們的無傷時代》（商周，2016/04/30）
- 《思念不在的地方》（時報，2018/06/05）
- 《東海伏妖誌（上卷）》（聯經，2018/12/26）
- 《這個國文老師不識字：我和那些奇形怪狀學生們相處的日子》（時報，2019/05/17）

### 出版詩集
- 《靈魂在左手：穹風現代詩集》（商周，2010/01/11）

### 與他人合著
- 《擺盪，在思念的海洋》with 晴菜、Sunry、堅果餅乾等多位作家（商周，2003/06/02）
- 《說好要勇敢去愛》with 晴菜、Sunry、堅果餅乾等多位作家（商周，2003/11/05）
- 《唱首情歌給誰聽》with 晴菜、Sunry、薄荷雨等多位作家（商周，2004/06/14）
- 《距離・愛情》with 晴菜、Sunry、薄荷雨等多位作家（商周，2004/10/05）
- 《記憶中，戀人的味道》with 晴菜、阿古拉、堅果餅乾（商周，2005/09/29）
- 《把哥聖經：神秘的把哥石》with 夏霏（西北國際，2009/08/07）

### 音樂專輯
- 穹風樂團／曙光（喜瑪拉雅，2010/03/05）

1.千年
2.勾引
3.平行
4.幸福
5.南島海龜之歌
6.玻璃鞋
7.彈指之間
8.曙光
9.青春光年
10.聽到海邊(演奏曲)

## 外部連結
- 月光咖啡館 （页面存档备份，存于）
- POPO原創 （页面存档备份，存于）